# Ministère de la Jeunesse du Nouveau-Brunswick
 (mai 2023).
Si vous disposez d'ouvrages ou d'articles de référence ou si vous connaissez des sites web de qualité traitant du thème abordé ici, merci de compléter l'article en donnant les références utiles à sa vérifiabilité et en les liant à la section « Notes et références ».
 (mai 2023).
Le ministère de la Jeunesse (en anglais : Department of Youth) est un ancien ministère du gouvernement du Nouveau-Brunswick. Appelé à l'origine Ministère de la Jeunesse et du Bien-être (Department of Youth and Welfare), il était chargé de la planification et de la supervision des services destinés à la jeunesse ainsi que de l'administration des programmes sociaux dans la province. En 1968, les responsabilités liées aux programmes sociaux furent transférées au Ministère de la Santé et du Bien-être du Nouveau-Brunswick.

## Ministres
| #  | Ministre            | Mandat                              | Gouvernement             |
| -- | ------------------- | ----------------------------------- | ------------------------ |
| 1. | William Duffie      | 28 novembre 1960 – Modèle:Date 21   | Louis Robichaud          |
| 2. | John MacCallum      | 21 mars 1966 – 20 novembre 1967     | Louis Robichaud          |
| 3. | J. M. Joffre Daigle | 20 novembre 1967 – 9 septembre 1968 | Louis Robichaud          |
| 4. | Louis Robichaud     | 9 septembre 1968 – 12 novembre 1970 | Louis Robichaud          |
| 5. | Brenda Robertson    | 12 novembre 1970 – 3 décembre 1974  | Richard Bennett Hatfield |
| 6. | Jean-Pierre Ouellet | 3 décembre 1974 – 20 octobre 1982   | Richard Bennett Hatfield |
| 7. | Leslie Hull         | 20 octobre 1982 – 3 octobre 1985    | Richard Bennett Hatfield |